# BBC Asian Network

Logo vor 2022

BBC Asian Network ist ein vorwiegend südasiatisch geprägtes Hörfunkprogramm der BBC. Seit 2002 ist es insbesondere über Digitalradio, Satellit und im Internet zu empfangen.
Ursprung dieses Kultur- und Musikprogramms ist eine 1976 erschaffene Sendereihe auf BBC Radio Leicester als Antwort auf die allmähliche Formierung einer südasiatischen Subkultur vor allem im Sendegebiet rund um Leicester. 1988 wurden die Formate auch über BBC WM, dem Lokalprogramm für West Midlands und South Staffordshire verbreitet. 1996 erhielt das Asian Network seine eigenen Mittelwellenfrequenzen; im Zuge der Etablierung der DAB-Empfangstechnik ist es nun in ganz Großbritannien in digitaler Qualität zu empfangen.
Hauptzielgruppe sind sogenannte British Asians unter 35 Jahren, jedoch richtet sich das Programm ebenfalls an interessierte Zuhörer jeglichen Alters und Nationalität. Ausgestrahlt wird in englischer sowie in den jeweiligen südasiatischen Sprachen wie beispielsweise Hindi, Panjabi oder Urdu.